# Bisdom Soroti

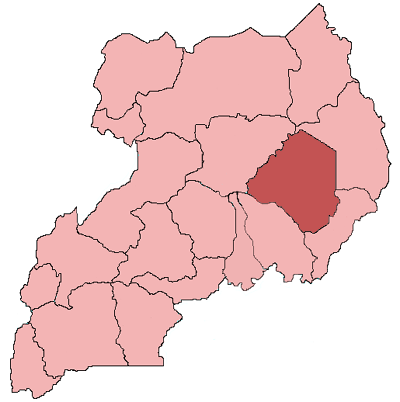
Het bisdom Soroti binnen Oeganda

Het bisdom Soroti (Latijn: Dioecesis Sorotiensis) is een rooms-katholiek bisdom met als zetel Soroti in Oeganda. Het is een suffragaan bisdom van het aartsbisdom Tororo. Hoofdkerk is de Onbevlekte Ontvangeniskathedraal.
In 1912 werd een eerste parochie opgericht in Ngora door missionarissen van Mill Hill. In 1914 volgde een parochie in Madera en in 1915 in Lwala. In 1932 werd een eerste klooster gesticht in Ngora. De eerste inlandse priesters werden gewijd in 1939. Het bisdom werd opgericht in 1980, door een gebied van Tororo af te scheiden. Het bisdom had bij aanvang maar tien priesters. Tussen 1986 en 1992 werd het leven in het bisdom verstoord door opstanden en plunderingen door de Karimojong, met vele vluchtelingen tot gevolg. In 2003 werd het bisdom geteisterd door het Lord’s Resistance Army.
In 2017 telde het bisdom 26 parochies. Het bisdom heeft een oppervlakte van 12.921 km². Het telde in 2017 3.394.000 inwoners waarvan 45,1% rooms-katholiek was. 

## Bisschoppen
- Erasmus Desiderius Wandera (1980-2007)
- Emmanuel Obbo, A.J. (2007-2014)
- Joseph Eciru Oliach (2019-)